# Optisch instrument
Optische instrumenten zijn hulpmiddelen, al dan niet elektromechanisch, waarbij het gedrag van licht wordt gemanipuleerd om het gewenste resultaat te bereiken.
Voorbeelden van optische instrumenten zijn:
- verrekijker
- sterrenkijker
- microscoop
- röntgendiffractie systemen
- spectrometer
- periscoop
- zichtblok